# Monofyletische groep

Een monofyletisch taxon bevat alle groepen die van dezelfde laatste gezamenlijke voorouder afstammen, samen met die voorouder zelf

Een monofyletische groep of holofyletische groep is een groep organismen (een taxon) waarvan aangenomen wordt dat ze alle dezelfde laatste gezamenlijke voorouder hebben die zelf ook tot het taxon gerekend wordt en waarvan alle afstammelingen in de groep geplaatst zijn.
Een taxon dat niet de laatste gemeenschappelijke voorouder zelf bevat, maar wel meerdere groepen die van die voorouder afstammen wordt een polyfyletische groep genoemd. Een taxon dat wel de laatste gemeenschappelijke voorouder maar niet alle afstammelingen bevat wordt een parafyletische groep genoemd.

## Voorbeelden
Een taxon vleugeldieren dat zou bestaan uit vogels, vleermuizen en insecten zou polyfyletisch zijn omdat de stamvader van die groepen zelf geen vleugeldier is.
Een goed voorbeeld van een taxon dat niet aan de tweede eis voldoet, is de klasse Reptilia in de traditionele interpretatie. Dit taxon bevatte traditioneel de schildpadden, hagedissen, slangen, tuatara's, krokodillen, dinosauriërs en zoogdierreptielen. Zij hebben allemaal wel een gezamenlijke voorouder die traditioneel ook reptiel is, maar de vogels bijvoorbeeld stammen daarvan ook af, omdat zij uit een groep reptielen ontstaan zijn. De Reptilia zijn dus een parafyletische groep, tenzij de vogels er ook bij geteld worden, en ook de zoogdieren, aangezien zij van zoogdierreptielen afstammen. Dan zouden de Reptilia weer bij de Amphibia moeten worden gerekend om dit monofyletisch te maken en deze zouden weer bij de Pisces moeten worden gerekend om ervan een monofyletisch taxon te maken.

## Taxonomie en cladistiek
In de moderne taxonomie wordt gestreefd naar alleen monofyletische taxa. Veel vroegere indelingen worden daarom als verouderd beschouwd. De mogelijkheid om het DNA van organismen te vergelijken heeft dit proces van herziening in een stroomversnelling gebracht.
Volgens de traditionele evolutionair-systematische definitie is de bepalende eigenschap voor monofylie enkel het afgeleid zijn van een enkele voorouder, waarbij deze voorouder tot de groep behoort. De moderne cladistische definitie van monofylie, waarbij de groep dus ook alle afstammelingen moet bevatten, stelt het begrip echter gelijk aan het oudere begrip holofylie. Sommige auteurs verkiezen het gebruik van de term holofylie.